# Psychotria subobovata
Psychotria subobovata är en måreväxtart som beskrevs av Friedrich Anton Wilhelm Miquel. Psychotria subobovata ingår i släktet Psychotria och familjen måreväxter. Inga underarter finns listade i Catalogue of Life.